# Michael Carlucci
Michael Carlucci († 29. října 2015) byl americký kytarista. V osmdesátých letech působil ve skupině Winter Hours, která vydala dvě EP a měla hit „Smoke Rings“. V osmdesátých letech rovněž hrál v Red Buckets. Později působil v kapele The Thousand Pities, v níž také hrál například Billy Donohue z kapely Johna Calea. Ke konci života byl členem skupiny East of Venus (v níž dále působil například Rob Norris z kapely The Bongos, stejně jako Glenn Mercer z The Feelies). Své jediné album nazvané Memory Box kapela vydala v roce 2016, tedy až po Carlucciho smrti. Zemřel v říjnu 2015 na infarkt myokardu ve věku 58 let.